# Лаки шифарски алгоритми
„Лаки“ шифарски алгоритми су класа алгоритама за шифровање који су погодни за употребу на платформама/уређајима са ограниченим ресурсима.

## Лака криптографија
„Лака“ криптографија (енг. Lightweight cryptography, LWC) је метод шифровања који се одликује малом рачунском комплексношћу. Усмерена је ка ширењу примене криптографије на уређаје са ограниченим ресурсима и, уопште, окружења са строгим ограничењима. 
„Лаки“ шифарски алгоритми користе мање меморије, рачунарских ресурса и енергије за пружање безбедних решења у мрежама са ограниченим ресурсима.
Стандардни шифарски алгоритми, као што су AES и SHA, су јако корисни и ефикасни у примени на класичним рачунарима, међутим у окружењима као што је Интернет ствари (ИоТ) користе превише рачунарских ресурса и нису практично решење. Управо је развој Интернета ствари (ИоТ) је подстакао истраживање у пољу развоја лаких алгоритама који су боље прилагођени окружењу. 
Алгоритми као што су PRESENT и AES су неки од алгоритама развијених за примену на уређајима са ограниченим ресурсима. Ови алгоритми користе значајно мање меморије и рачунских операција у односу на класичне алгоритме шифровања како би шифровали поруку. Тиме се постижу уштеде у комплексности уређаја и потрошњи енергије па уређај може бити направљен у одговарајућој величини а животни век уређаја који се напајају батеријама је битно дужи.

## Примене „лаких“ шифарских алгоритама
Постоји широк спектар примена „лаких“ шифарских алгоритама, како у технолошком смислу тако и у пољима примене. Примене у технологији су:
- Обезбеђивање ИоТ уређаја
- Заштита комуникације унутар бежичних сензорских мрежа
- RFID системи
- Ад-хок мобилне мреже

Поља примене технологија у којима се користе лаки шифарски алгоритми:
- Здравство
- Прецизна пољопривреда [2]
- Аутономна возила

## Захтеви и ограничења „лаких“ шифарских алгоритама
Код креирања лаких шифарских система мора се узети у обзир више фактора, зависно од ситуације. Може бити потребе да се уређај конструише у неких задатим димензијама, што директно утиче на број компоненти од којих се праве процесне и меморијске компоненте. Напајање је од посебне важности код RFID и бежичних сензорских мрежа. Сензорски уређаји имају батеријско напајање и од потрошње струје зависи и радни век уређаја . Пасивни RFID уређаји немају своје напајање већ се напајају електромагнетном енергијом коју добијају од RFID читача. Код уређаја који шаљу доста података, као што су камере, од посебне важности је велики проток података, док је мало кашњење пресудно битно код система који раде у реалном времену, као што су возила и системи за управљање.

## Безбедносни ризици и контрамере засноване на енкрипцији
ИоТ системи и бежичне сензорске мреже служе да прикупе податке са надзираног подручја, пренесу их до језгра мреже и уређаја који ће те податке ускладиштити и обрађивати, као и да на основу тако прикупљених и обрађених података пренесу наредбе уређајима унутар подручја. Пример за то је прецизна пољопривреда, где се на отвореним пољима сензорским уређајима мери влажност земљишта, засићеност ђубривом, киселост и др. и на основу тих параметара се аутоматски одлучује о количини и учесталости заливања и дохране усева. 
Нападач може да пресретне комуникацију и промени податке, или генерише лажне мерене вредности, и на тај начин утиче на процес заливања тако да усеви пресуше или пропадну од превише влаге. Оваква штета је, посебно у великим системима, неприхватљива.
Обезбеђивање комуникације врши се шифарским алгоритмима. У обезбеђивању комуникације постоји неколико изазова: спречити измену поруке, открити да ли је порука мењана, спречити слање порука у мрежу од стране уређаја који нису валидни чланови мреже. 
Све ово обезбеђује се одговарајућом применом шифарских алгоритама. 

## Алгоритми
Неки од алгоритама, заступљених у научној литератури, су:
- AES
- PRESENT
- NOEKEON
- LED
- PRINCE
- TWINE
- SIMON
- ICEBERG
- SEA
- Piccolo
- KATAN